# Мішень, що біжить (фільм)
Мішень, що біжить (англ. Moving Target) — американський бойовик.

## Сюжет
Безгрошів'я штовхає звичайного роботягу Сонні в темний світ організованої злочинності. Спочатку він виконує дрібні доручення мафії, але нарешті йому доручили серйозну справу. Сонні і його партнер мають доставити велику партію грошей у Бруклін. Але по дорозі приятелі витрачають частину грошей на дівчаток, в надії, що це пройде непоміченим. Але бандити виявляють нестачу і кур'єрів перетворюють на живі мішені. Втім, за ними полює і поліція, яка стежить за бандою.

## У ролях
- Майкл Дудікофф — Сонні
- Ардон Бесс — Джейк
- Мішель Джонсон — Кейсі
- Біллі Ді Вільямс — детектив Дон Расін
- Том Харві — Мюррей
- Ноам Дженкінс — Денні
- Лен Дончефф — Тузла
- Патрік Галлахер — Джоніш Кукос
- Пітер Борецкі — Лазло
- Майкл Бернардо — Борис
- Роберт Томас — Трей
- Тіг Фонг — Хорхе
- Лауро Чартренд — Бенні
- Том Меліссіс — інструктор
- Шеннон Классен — вагітна жінка
- Патрік Езерзер — Андре
- Жозетте Гаруфалліс — домінаторша
- Віда Асанте — роздягнена 1
- Роберт Чанг — роздягнений 2
- Тереза Вівчар — роздягнена 3
- Деміан Лі — шкільний двірник (в титрах не вказаний)